# Порто-Адзурро
Порто-Адзурро (итал. Porto Azzurro) — коммуна в Италии, располагается на острове Эльба в регионе Тоскана, в провинции Ливорно.
Население составляет 3452 человека (2008 г.), плотность населения составляет 265 чел./км². Занимает площадь 13 км². Почтовый индекс — 57036. Телефонный код — 0565.
Покровителем коммуны почитается святой апостол Иаков Старший, празднование 25 июля.

## Демография
Динамика населения:

## Администрация коммуны
- Официальный сайт: